# Ron Carey (acteur)
Ronald Joseph Cicenia, (Newark, 1 december 1935 – Los Angeles, 16 januari 2007) beter bekend als Ron Carey, was een Amerikaans film- en televisieacteur.
In 1956 behaalde hij zijn bachelortitel in communicatie wetenschappen aan de Seton Hall Universiteit.
Hij stond het best bekend om zijn rol als officier Carl Levitt in de televisieserie Barney Miller, waarbij hij omringd was door mannelijke acteurs (en soms ook vrouwelijke) die een stuk groter waren dan hij. De sterren van de serie (Hal Linden, Max Gail, Ron Glass) waren allen groter dan 1 meter 83. Carey speelde bijna de gehele serie deze rol.
Carey was lid van een comedygroep en speelde in comedyfilms als High Anxiety en Silent Movie. Hij deed ook kleine rolletjes op televisie, films en reclames. Zijn doorbraak beleefde hij in 1966 toen hij verscheen in The Merv Griffin Show. In 1967 bracht hij een album uit getiteld The Slightly Irreverent Comedy of Ron Carey. In de jaren 60 deed hij ook aan stand-upcomedy. Zijn grappen gingen meestal over het katholicisme en zijn jeugd, waarin hij kleiner was dan gemiddeld.
Carey stierf op 71-jarige leeftijd aan een infarct in het Cedars-Sinai Medical Center in Los Angeles. Hij liet zijn vrouw Sharon en zijn broer James Cicenia achter.

## Film en televisie uitspraken
- "I got it, I got it, I got it ... I ain't got it." (from High Anxiety)

- "Only the best gig in town ... You are going to play Caesar's Palace. [Brooks]: "The main room?" [Carey] The main room! [Both]: Groovus!" (from Brooks' History of the World, Part I)

- "I bust my anus for you, and this is the thanks I get? Boy, you are nuts. N-V-T-S nuts!" (from History of the World, Part I)

- "[Barney Miller] What happened Levitt? [Levitt] I talked it over with a couple of doctors and they said 'forget it'. [Miller] Incurable, huh? [Levitt] Yes sir. Five six and a half, that's it." (from Barney Miller)

## Films (selectie)
- The Out of Towners (1970)
- The Montefuscos (1975) televisieserie
- Silent Movie (1976)
- Barney Miller (1976-1982) televisieserie
- High Anxiety (1977)
- History of the World, Part I (1981)
- Johnny Dangerously (1984)
- Have Faith (1989) televisieserie
- Lucky Luke (1991)
- Food for Thought (1999)